# Принцезе (ТВ серија)
Принцезе (ひめチェン！おとぎちっくアイドル リルぷりっ Hime Chen! Otogi Chikku Aidoru Rirupuri), познате и као Мале принцезе и Лилпри принцезе (リルぷりっ, Rirupuri), јапанска је аркадна игра која је 2010. године адаптирана у аниме од продуцента Макота Моривакија. У Србији, Црној Гори, Босни и Херцеговини и Северној Македонији је приказивана на ТВ Ултра на српском језику.
Мај Џина, један од дизајнера на аркадној игри, адаптирала је серијал у мангу. Серијализација је започета 2009., годину дана пре емитовања анимеа. До 2011. године објављивала се у манга ревији Pucchigumi, након чега је прешла у Ciao, где се издаје као Puriri! Lilpri.
Аниме серијал је такође адаптиран у видео игру, под називом Lilpri DS: Hime-Chan! Apple Pink. Игрица је изашла 19. августа 2010. године за конзолу Nintendo DS.

## Прича
Земља чуда је у опасности. Њене принцезе и њихове куће нестају, зато што на Земљи опада њихова популарност. Да сачува Земљу чуда, краљица шаље три магична љубимца - Сеија, Даија и Ријокуа на Земљу са магичним камењем, да пронађу три девојчице које би постале супер звезде. Те „принцезе” престају са нормалним животом: Ринго Јукимори, Лејла Такаширо и Нацуки Сасахара. Камење их претвара у старије певајуће звезде. После случајног наступа на Крисовом концерту, постају познате као Принцезе. Сада, морају да искористе своје песме да сакупе срећне тонове од људи и спасу Земљу чуда.

## Ликови

### Принцезе
Трансформишу се уз речи: „Претворимо се сада у лепе принцезе! Принцезе!”

#### Ринго Јукимори
Глас: Јелена Ђорђевић Поповић
Ринго је слатка и радознала девојчица розе косе са црвеним рајфом. Сања да постане звезда када одрасте. Њени родитељи имају пекару у којој праве „најбољу питу од јабука на свету”. Има седморо млађе браће близанаца (сваки се зове као дан недеље) који се упоређују са Снежаниних седам патуљака. Ринго се трансформише у Снежану и њен симбол је јабука. Њен љубимац је Сеи, за кога њена породица мисли да је папагај. Она носи свој црвени магични камен у розикасто-црвеној наруквици у облику срца на њеној левој руци, уз помоћ које се трансформише.

#### Лејла Такаширо
Глас: Александра Томић
Лејла је стидљива девојчица са кратком плавом косом и црвеним шналицама. Мало је смотана и заборавна. Отац јој је Италијан, а мајка Јапанка. Лејла се трансформише у Пепељугу и њен симбол је дијамант. Њен љубимац је Даи, миш који је често помешан са веверицом, због његовог великог репа. Она носи свој плави магични камен у плавој наруквици на њеној левој руци. Тата јој ради у фабрици ципела.

#### Нацуки Сасахара
Глас: Милена Моравчевић
Нацуки је богата и самоуверена девојчица са дугом љубичастом косом (обично са кикицама). Њена породица се бави продајом кимоноа. Одлична је спортисткиња. Трансформише се у Кагују, јапанску принцезу и њен симбол је месец. Њен љубимац је Ријоку - мали зелени змај. Она носи свој љубичасти магични камен у љубичастој наруквици на њеној левој руци. Она живи са баком и деком, док су јој родитељи одсутни.

### Магични љубимци

#### Сеи
Глас: Андријана Оливерић
Сеи је светлоплава птичица. Он је љубимац Ринго. Понекад има особине природног вође. Сеи ноћу спава поред Ринго у њеном кревету.

#### Даи
Глас: Даниел Сич
Даи је прождрљив браон миш. Он је Лејлин љубимац. Због његовог великог репа често га мешају са веверицом, шта га много нервира. Због Лејлине расејаности он често мора да је подсећа на то шта треба да уради. Он спава у кревету у кућици за лутке и има точак за трчање.

#### Ријоку
Глас: Предраг Дамњановић
Ријоку је зелени змај. Он је љубимац Нацуки. Често га мешају са играчком или броколијем. Спава поред Нацуки на јастучићу са малим ћебетом.

#### Виви
Глас: Маја Шаренац
Виви је сива мачка миљеница чувара магичног камења. Залуђена је Крисом, али мрзи принцезе. Она све време тражи „картицу вечног сјаја” да врати Криса у његов првобитни облик. Она има четири „магичне картице” које јој помажу да нађе „вечни сјај”. У људском свету она се настањује на једном дрвету у парку Сакура. Може да лети уз помоћ својих ушију. После сазнаје да су принцезе вечни сјај.

### Остали

#### Крис
Глас: Предраг Дамњановић
Крис је веома популаран певач и звезда. Познат је по својој светлоплавој краткој коси и гримизним очима. У ствари он је принц Земље чуда, којег је мајка послала да помогне принцезама у сакупљању срећних тонова. Када се умори претвори се у зеца. Крис је чувар магичног камења, уз помоћ којег се принцезе трансформишу. Да му помогне да се врати у људски облик, краљица му је дала магични сат. У прошлости је био шармантан принц, који се увек смејао. Али откако га је млада вештица претворила у зеца никада се није насмејао, док се нису појавиле принцезе. После проналажења вечног сјаја, Крис се враћа у нормалу, али наставља са певањем на Земљи.

#### Краљица
Глас: Александра Томић
Племенити вођа Земље чуда и Крисова мајка. Она има плаву косу и розе очи. Има веома велику круну и плашт. Краљици веома недостаје њен син и веома је добра у прављењу пиринчаног омлета.

#### Ру
Глас: Сузана Лукић
Ру је вила Земље чуда. Струка јој је цвеће и увек је са краљицом. Користила је принцезама као водич кроз Земљу чуда.

## Занимљивости српске синхронизације
- Радио је студио Лаудворкс 2012. године.[2]
- Песме нису синхронизоване, већ титловане.
- Титл није сасвим тачан и јако заостаје.
- Продужене верзије песама нису целе титловане, јер када би уз исту мелодију кренуо текст који није присутан у класичној верзији, титл би само кренуо испочетка.
- Као завршна шпица је за прву половину серије коришћена песма Otona ni narutte Muzukashii, са српским улогама на почетку, међутим за другу половину је сачувана прва завршна шпица, са другим аудио снимком: Vira Vira Virou.[2]
- Нема ДВД издања.